# Луценко Роман Васильович
Рома́н Васи́льович Луце́нко (20 січня 1985 Глухів, Сумська область) — український футболіст, півзахисник футбольного клубу «Миколаїв».
Майстер спорту міжнародного класу (2007).

## Біографія
Вихованець Глухівської дитячо-юнацької спортивної школи, де першим його тренером був С. Руденко. У складі студентської збірної України Роман став переможцем Універсіади-2007.